# Пласка черепаха
Пласка черепаха (Platemys platycephala) — єдиний представник роду Пласкі черепахи родини Змієшиї черепахи. Має 2 підвиди.

## Опис
Загальна довжина досягає 14—18 см. Карапакс дуже сильно сплощений, має посередині поздовжнє поглиблення до 16—20 см. Шия досить довга, але коротша за тулуб, вкрита невеликими колючими горбиками. Кінцівки тонкі, пальці довгі зі слабко розвиненими перетинками та тупими кігтями.
Верх голови від оранжево-червоного до жовтого, низ чорний, різко окреслений. Карапакс буруватий. Пластрон однотонно чорний з жовтою облямівкою.

## Спосіб життя
Віддає перевагу неглибоким озерам й ставкам. Веде напівводний спосіб життя. Часто вибирається на берег. Активна у присмерку. Харчується дрібними тваринами, рибою, молюсками.
Парування відбувається у воді. З кінця грудня до початку березня самиця відкладає на березі до 20 овальних яєць.

## Розповсюдження
Мешкає у Колумбії, Еквадорі, Суринамі, Венесуелі, Гаяні, Французькій Гвіані, Болівії, Північній Бразилії, Перу, Еквадорі.

## Підвиди
- Platemys platycephala platycephala
- Platemys platycephala melanonota